# L'Île de la tortue
L'Île de la tortue est une série télévisée d'animation canado-allemande créée par Henri Desclez et diffusée à partir du 3 janvier 2001 sur Vrak.TV et Super RTL.
En France, elle a été diffusée sur France 5 dans l'émission Midi les Zouzous.

## Synopsis
Le Roi Tiki et ses amis feront tout pour protéger l’île et son trésor en proie désormais à la convoitise de tous les pirates.

## Fiche technique
- Création : Henri Desclez
- Réalisation : Norma Denys et Henri Desclez
- Scénario : Patrice Dard, Eugénie Dard-Viriot, Catherine Guillaud
- Musique : Stéphane Deschamps
- Production : Henri Desclez et André-Luc Fragano
  - Productrice associée : Norma Denys
  - Productrice déléguée : Francine Roussy
- Sociétés de production : Mimosa Productions, Les Productions La Fête
- Pays d'origine : Canada et Allemagne
- Nombre d'épisodes : 26
- Durée : 22 minutes

## Personnages

### Les gentils
- Tikie: le roi de l'île de la tortue, qui est une grosse tortue qui se tient sur deux pattes, et qui a pour ami « Trésor », le petit coffre au trésor dans lequel il garde sa fortune royale, il est également le chef de la bande. Il est gentil et très fidèle.
- Vendredi: le petit ver de terre avec une coupe de cheveux blonde. Il peut servir dans l'histoire, il sert à tester les inventions de Sidney, l'Ornithorynque inventeur. Il espionne les pirates à la longue-vue. Il est très nerveux, il s'énerve vite également, et c'est une vraie fille manquée.
- Ingrid: C'est le plus costaud de tous les personnages. C'est une pieuvre rose au grand cœur, bien qu'elle adore bronzer au soleil, frapper les pirates ou faire des activités ... de fille. Elle protège Tikie ainsi que les autres en cas de danger.
- Sidney: Le plus intelligent de l'île et le cerveau du groupe. L'inventeur Ornithorynque adore faire de nouvelles inventions. Dommage qu'elles ne durent souvent pas plus d'une journée.

### Les méchants
- Capitaine Minus: le capitaine du navire de pirates. Ce rat aux moustaches toujours bien coiffées passe son temps à arracher les plumes du perroquet qui lui sert de coéquipier…
- Zéro: un petit perroquet jaune, au bandeau rouge et au faux cache-œil de pirate, est certainement plus malin que son capitaine, bien qu'il passe son temps à laver le pont, à préparer des pizzas pour son capitaine ou à lui servir de cobaye pour ses expériences ratées...
- Splash: un requin pirate, pas vraiment méchant mais peu intelligent. Bien qu'il soit au service du capitaine Minus, il peut se montrer gentil avec les autres et notamment avec les habitants de l'île de la Tortue. Il aime bien nager à toute vitesse et manger.

## Voix
- Chantal Baril : Ingrid
- Louis Champagne : Splash
- Hugolin Chevrette-Landesque : King Tiki
- Lisette Dufour : Wormy
- François Sasseville : First Mate Zero
- Manuel Tadros : Captain Minus
- Martin Watier : Sydney

 Source et légende : version québécoise (VQ) sur Doublage.qc.ca

## Fiche technique
Sauf indication contraire, les informations mentionnées dans cette section peuvent être confirmées par la base de données cinématographiques IMDb,  présente dans la section « Liens externes ».
- Mimosa Productions présente, avec Les Productions La Fête, en association avec Canal Famille (Canada) et RTV Family Entertainment AG. (Allemagne), un concept original de Henri Desclez.
- Producteurs : Henri Desclez et André-Luc Fragano
- Productrice associée : Norma Denys
- Productrice déléguée : Francine Roussy